# Абразив

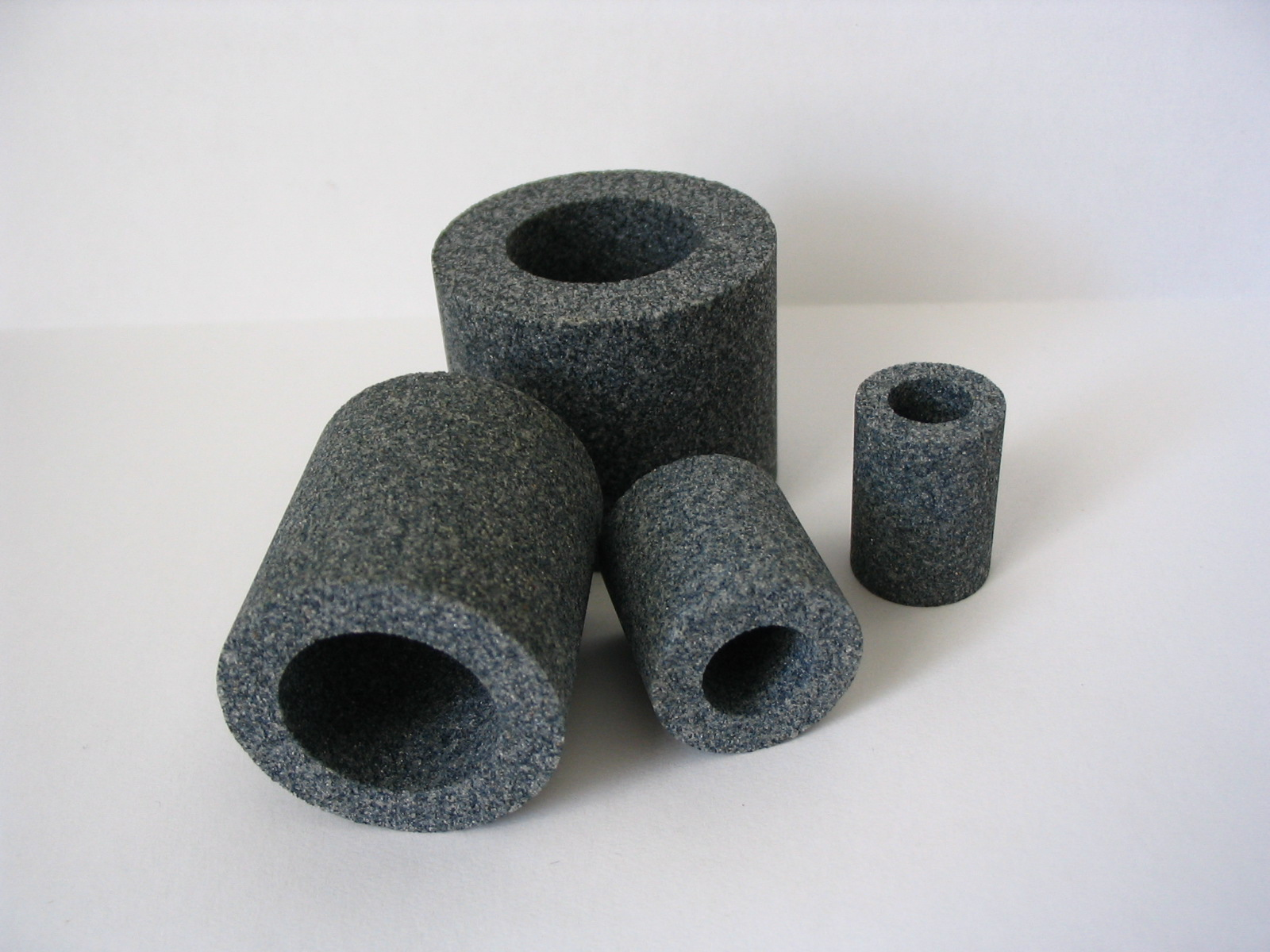
Абразивні круги.

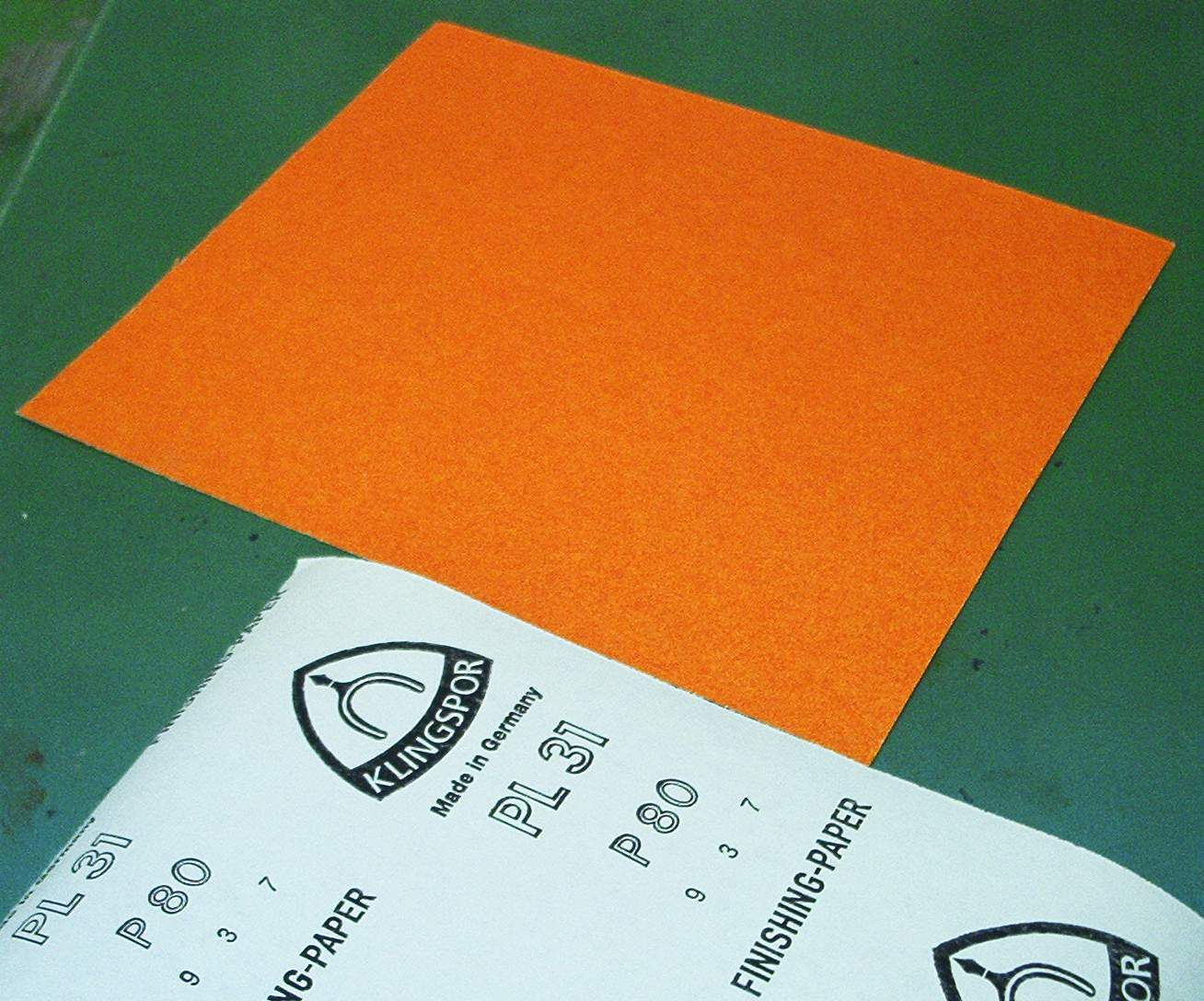
Наждачний папір розміру FEPA Р80.

Типи абразивних інструментів: 1 — плоский шліфувальний круг прямого профілю, 2 — конічного профілю; 3 — з виточкою; 4 — шліфувальний круг-диск; 5 — круг-кільце; 6 — чашка циліндрична, 7 — конічна; 8— інструмент для розрізування мінералів; 9 — головка шліфувальна циліндрична, 10 — конічна, 11 — склеписта, 12 — кульова; 13 — брусок шліфувальний квадратний, 14 — тригранний, 15 — круглий; 16 — ножеподібний; 17 — сегмент шліфувальний трапецієподібний, 18 — вгнуто-опуклий; 19 — брусок для хонінгування.

Абрази́в, абразивний матеріал (фр. abrasif — шліфувальний, від лат. abrado — зіскоблюю) — дрібнозерниста або порошкоподібна тверда речовина, що використовується для різання, полірування, шліфування, іншої обробки (як робоча частина інструменту) твердих матеріалів штучного і природного походження (металів і їх сплавів, пластиків, кераміки, мінералів, скла, дорогоцінних каменів, деревини, шкіри, гуми, мармуру, пластмас тощо), а також для буріння гірських порід. Абразиви бувають двох типів: природні (алмаз, корунд, сланець, пісок, кремінь, пемза) і штучні (електрокорунд, штучний алмаз, карбід кремнію (SiC), карбід бору (B4C)та ін.). Їх твердість визначається за шкалою Мооса.

## Історія
З давніх часів використовувалися природні абразивні матеріали (кремінь, наждак, ґранат, пісок, пемза, корунд, алмаз), з кінця XIX століття застосовують штучні абразивні матеріали (електрокорунд, карбід кремнію, карбід бору, монокорунд, ельбор, синтетичний алмаз тощо).

## Види абразивів
Абразиви бувають природні і штучні; до природних належать: алмаз, корунд, наждак, граніт, кварц, кремінь, пемза, польовий шпат тощо. Найбільшого поширення у промисловості набули штучні абразиви: електрокорунд, карборунд, карбід бору.
Основний природний абразив — алмаз, велике значення мають корунд, наждак, ґранат, кремениста галька, пемза, трепел; використовуються також кварцовий пісок, червоний пісковик.

## Основні характеристики
Основні характеристики абразивних матеріалів: твердість (до 50 ГПа), міцність на стиск і стійкість до зношення, форма абразивного зерна (найліпша — ізометрична), абразивна здатність, зернистість.

## Застосування
Абразиви звичайно застосовують у вигляді абразивного інструмента (шліфувальні круги, сегменти, головки, бруски, коронки, олівці тощо). Розрізняють природний і штучний абразив. інструмент. Перший виготовляють із кусків гірських порід, другий — із зерен природних або штучних абразивів, зцементованих якою-небудь в'яжучою речовиною. Абразив. інструмент бував об'ємним — мав вигляд тіл різної форми, і площинним — являє собою тонкий шар абразивних зерен, наклеєних на папір або тканину (так звана шкурка). Застосовують його при обдиранні (видалення великої кількості матеріалу) і для утворення дуже точних і тонко оброблених поверхень, а також для одержання точного профілю при зубошліфувальних, різьбошліфувальних, профільношліфувальних роботах. Важливою властивістю абразив. Інструмента в його вдатність до часткового або повного самозагострювання.
Найбільше практичне застосування абразивні матеріали мають у бурінні, де ними армують породоруйнуючий виконавчий орган. Використовують абразивні матеріали також у робочих органах добувних та прохідницьких машин, для виготовлення жорсткого (шліфувальні круги, бруски) та м'якого (шліфувальний папір, порошки, полірувальні пасти тощо) абразивного інструменту.
Абразиви широко використовуються для виготовлення інструменту для холодної обробки металів і інших матеріалів, а також в косметиці.
В засобах по догляду за шкірою абразиви вводяться до кремових та гелевих форм для відшелушення ороговілого епідермісу, в педикюрі — для обробки стоп, в манікюрі — для шліфування та полірування нігтьової пластини. Як натуральний абразив часто використовують мелені кісточки мигдалю, персика, абрикоса, шкаралупу кедрових горіхів. Штучними косметичними абразивами є синтетичні поліетиленові гранули. Діаметр абразивних часточок у косметиці буває від 100 до 500 мкм.